# Мирзаев, Абдурахман Ильясович
Абдурахман Ильясович Мирзаев (30 сентября 1968) — советский борец вольного стиля и российский тренер по вольной борьбе, Заслуженный тренер России (26.06.2003). Судья по вольной борьбе.

## Биография
В начале 1990-х годов завершил спортивную карьеру. Работает тренером-преподавателем в СДЮСШОР им. Шамиля Умаханова. 13 марта 2009 года в Махачкале в зале Аварского театра в церемонии награждения проекта партии «Единая Россия» стал лауреатом номинации «Тренер чемпиона». 

## Известные воспитанники
- Батиров, Мавлет Алавдинович — двукратный Олимпийский чемпион;
- Муртазалиев, Махач Далгатович — призёр Олимпийских игр;
- Батиров, Адам Алавдинович — призёр чемпионата мира;
- Муртазалиев, Муса Далгатович — призёр чемпионатов Европы;
- Раджабов, Гаджи Муртазалиевич — призёр чемпионата Европы;
- Юсупов, Залимхан — призёр Азиатских игр;
- Муртазалиев, Хаджимурад Далгатович — призёр Кубка мира в команде;
- Устарханов, Камал Басирович — чемпион России;
- Беруков, Амир Аслудинович — призёр чемпионатов России;
- Алихмаев, Гаджимурад Алихмаевич — призёр чемпионата России;